# 2,2-二甲基戊烷
2,2-二甲基戊烷（英語：2,2-Dimethylpentane）化学式(CH3)3C(CH2)2CH3，是庚烷的11种同分异构体之一，因其包含(CH3)3C基团也被称为新庚烷（英語：neoheptane）。
新庚烷可由1-溴丙烷与镁形成的格氏试剂(CH3CH2CH2MgBr)与叔丁基氯 ((CH3)3CCl)反应生成：